# En el lado de la vida
En el lado de la vida es un cortometraje español, de carácter solidario, para el fomento de la donación de órganos, presentado por la Coordinadora de Trasplantes de Aragón, la asociación Alcer Ebro y la Organización Nacional de Trasplantes. El proyecto estuvo patrocinado por el Gobierno de Aragón y producido por la productora audiovisual IMGENIO.

## La Producción
El cortometraje, protagonizado por la actriz ganadora de 2 Goyas Candela Peña, fue rodado en enero de 2008 en 18 localizaciones de la ciudad de Zaragoza con un equipo de más de 25 personas y 100 extras bajo la dirección de Ignacio Bernal, la producción de Ángel Esteban y con el guion escrito por Ana Blasco e Ignacio Bernal. Cabe destacar también, la dirección de fotografía de Beatriz Orduña con David Pérez como operador o la banda sonora compuesta por Sergio Lasuén e Interpretada por el Grupo Enigma.

## Sinopsis
La historia cuenta como una madre (Candela Peña) se enfrenta a la decisión más difícil de toda su vida, donar los órganos de su hija Ana (Mónica Fuertes) que tras sufrir un terrible accidente de moto con 15 años, se encuentra en coma por muerte cerebral. De esta decisión, a la que mucha gente en la vida real se enfrenta, dependerá la vida de muchas personas que necesitan de un trasplante para poder seguir viviendo.

## Banda sonora
La composición de la Banda sonora de “En el lado de la vida”, escrita por el compositor Sergio Lasuén, era un reto y un desafío considerable, ya que, al tratarse de un film sin diálogos la música no podía ser simplemente descriptiva, sino que debía mostrar y acercar los sentimientos de los protagonistas.
Lasuén estructura la banda sonora en dos partes diferenciadas. En la primera, aparece ya el piano como Leitmotiv tímbrico: los sentimientos de la madre de Ana (Candela Peña) van a ir asociados a este sonido a partir de entonces. En el segundo, partiendo de este instrumento, el tema central de la película se va transformando mínimamente hasta adoptar un planteamiento totalmente orquestal, interpretado por el Grupo Enigma-Orquesta de Cámara del Auditorio de Zaragoza. Ese mismo tema servirá como base al fragmento sobrecogedor que interpreta posteriormente la soprano María Sala, así como para el tema “Under the sun” para voz solista (Ana Gaudó) y guitarra acústica (Isidro Melús) con el que concluye la película.

## Ficha artística
- Candela Peña: Madre de Ana
- Mónica Fuertes: Ana (15 Años)
- Teresa Bokun: Hawa
- Laura Ondo: Madre de Hawa
- Miguel Rivas: Jefe Médico
- Alma Corbad: Médico
- Sergio Pedroza: Médico residente
- Adela Lerma: Enfermera
- Salome Jiménez: Enfermera
- Sergio Izquierdo: Enfermero
- Víctor Redondo: Enfermero
- Mamen Segovia: Coordinador donantes